# 深山堇菜
深山堇菜（学名：Viola selkirkii）为堇菜科堇菜属的植物。分布在 俄罗斯欧洲:外伏尔加地区、俄罗斯欧洲:中第聂伯尔河、日本、俄罗斯东西伯利亚:叶尼塞、欧洲、俄罗斯远东地区:鄂霍茨克、俄罗斯欧洲:比萨拉比亚、俄罗斯欧洲:上第聂伯尔河、俄罗斯东西伯利亚:达乌里、俄罗斯欧洲:卡累利阿-拉普兰、俄罗斯西西伯利亚:伊尔特、俄罗斯欧洲:波罗的海沿岸、俄罗斯高加索:塔雷什山、俄罗斯东西伯利亚:安格-萨彦、俄罗斯远东地区:乌得斯克、俄罗斯远东地区:库页岛、俄罗斯阿尔泰地区、俄罗斯欧洲:克里木、俄罗斯欧洲:德维纳-彼乔拉湾、俄罗斯欧洲:下顿河、俄罗斯高加索:西外高加索、俄罗斯远东地区:乌苏里、俄罗斯欧洲:下伏尔加河、俄罗斯欧洲:上伏尔加河、俄罗斯西西伯利亚:上-托布尔、俄罗斯高加索:达吉斯坦、俄罗斯欧洲:拉多加-伊尔明山、俄罗斯远东地区:则亚-布列亚、俄罗斯高加索、俄罗斯欧洲:黑海地区、北美洲、俄罗斯远东地区:堪察加半岛、俄罗斯远东地区、俄罗斯西西伯利亚:欧布斯克、俄罗斯高加索:南外高加索、俄罗斯高加索:东外高加索、俄罗斯欧洲:伏尔加-顿河、俄罗斯西伯利亚地区、俄罗斯高加索:北高加索、俄罗斯欧洲:伏尔加-卡马河、斯堪的纳维亚半岛、俄罗斯欧洲:上德涅斯特河、俄罗斯东西伯利亚:连-柯勒以及中国大陆的甘肃、江西、安徽、山西、四川、浙江、河北、江苏、辽宁、黑龙江、内蒙古、吉林、陕西等地，生长于海拔1,700米的地区，常生于溪谷、落叶林、灌丛下腐殖层较厚的土壤上、针阔混交林或沟旁阴湿处，目前尚未由人工引种栽培。

## 别名
一口血（秦岭植物志）